# عصفور الدوري المغرد
العُصفُور الدُّوري المُغَرِّد، أو الدُّوري المُغَرِّد، أو العُصفُور المُغَرِّد، هو أحد أنواع عصافير الدوري الأمريكيَّة متوسطة الحجم، وأغزرها عددًا وأكثرها تميزًا وتأقلمًا.
هو نوعٌ واسع الانتشار استوفيَ دراسة، بعض جمهراته آبد وبعضها الآخر من القواطع في أمريكا الشماليَّة. موطن التفريخ لهذا النوع آخِذ، في الوقت الحاضر، في التَّوسّع في الجنوب الشرقي من الولايات المتحدة، وقد وَصل الآن إلى الأجزاء الشماليَّة من تلك الولايات وإلى ساحل خليج المكسيك في بعض الأنحاء.
سُلالاتٌ مُختلفة من هذا الطَّائر تُظهرُ تغيُّرات كبيرة في القد واللون، ومن هذه السُلالات على سبيل المِثال: السُلالة الكبيرة (Melospiza melodia maxima) مِن جُزُر ألُوشان، وهي أكبر السُلالات، والسُلالة السَّلطُونيَّة أو الصَّحراويَّة الفاتحة (M. m. saltonis) من جنوبيّ غرب الولايات المتحدة. كما أنَّ التغريد يختلف من جَمهرة إلى أخرى. حتى أنَّ بعض الباحثين يَستطيعون معرفة هويَّة الطيور من «لهجاتها». يعتقد بعض العلماء أنَّ كِسوة العصافير المُغرِّدة قاطنة المناطق الساحليَّة أقتم لونًا لتُشكِّل دفاعًا ضد الطُفيليَّات المُختلفة وعوامل العفن العديدة التي تعيش في البيئات الرطبة.
أثناء موسم التفريخ ترفع الذكور عقيرتها بالغناء من الفجر إلى الغسق، وقد تستمر أحيانًا في الليل. تبدأ كل أغنية بمُقدمة موسيقيَّة يّعقبها تَرجيع لِتنتهي بِسلسلة من النَّغمات المُفتقرة إلى الانتظام. والذكر على درجةٍ عالية من الإقليميَّة، يُدافعُ عن مساحة تقل قليلاً عن 0.4 هكتارات من موقع سكناه الرَّئيسيّ. يتغذى العُصفُور الدُوري المُغَرِّد بالبزور بالدرجة الأولى، غير أنَّ الحشرات واللافقاريات الأخرى تُشكِّلُ ما يصل إلى ثُلث قُوته.

## الوصف

### الكِسوة

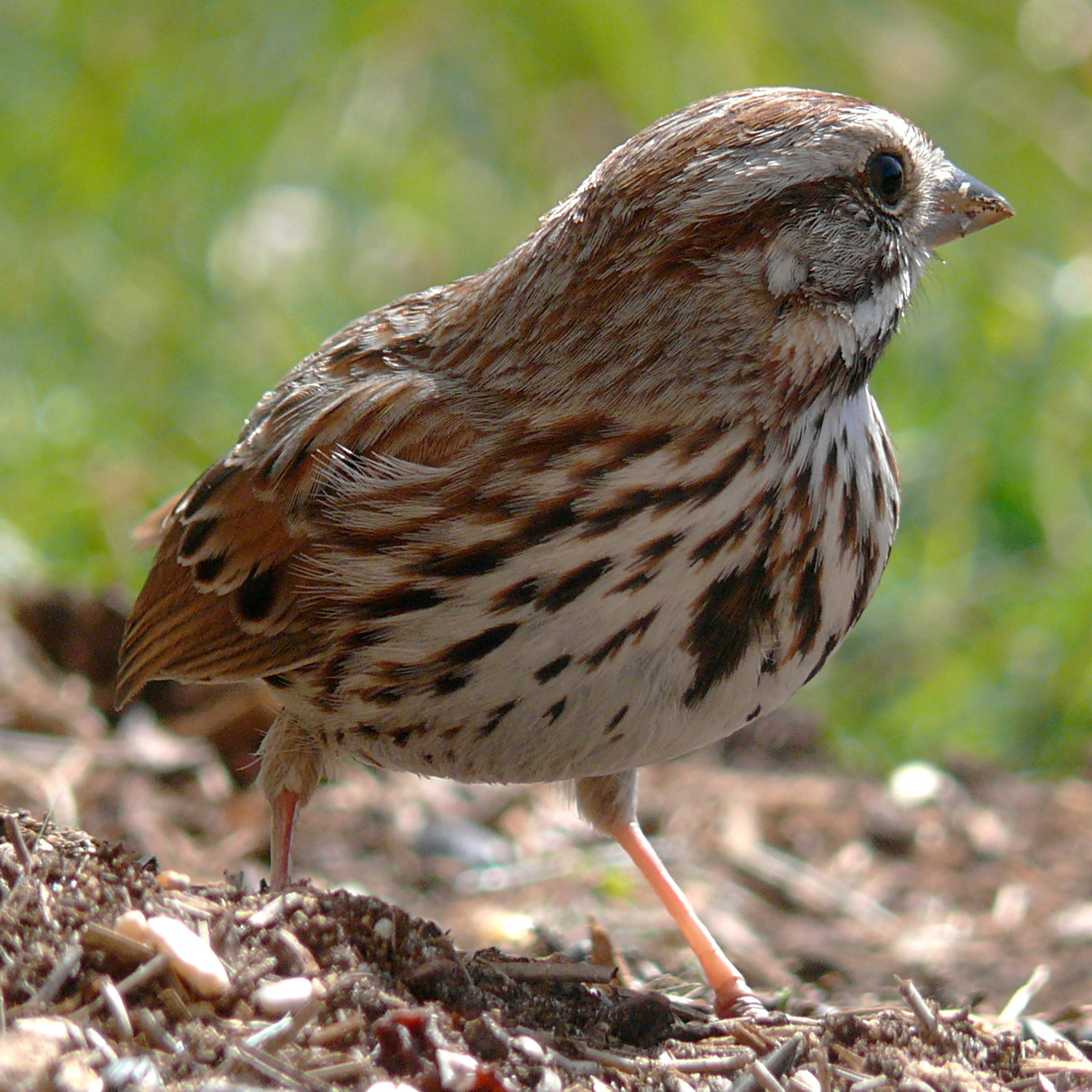
لقطة مُقرَّبة لصدر العُصفُور الدوري المُغرِّد، لاحظ تقليمات الصدر المُميزة.

القسم العلوي من أجساد عصافير الدوري المُغرِّدة بُنيّ اللون، وظهرها مُخطط بخطوط داكنة، أمَّا قسمها السفليّ فأبيض ومُخطط بخطوط داكنة أيضًا، وتظهر في وسط الصدر بُقعةٌ بُنيَّة قاتمة. الرأس ذو قلنسوة بُنيَّة والذيل طويل مُستدير بُنيّ اللون. أمَّا الرأس فرمادي يعبره خط بُني من جهة إلى أخرى.

### القدّ
يختلفُ حجم هذه الطيور باختلاف سُلالاتها اختلافًا واضحًا. يتراوح طول الجسد بين 11 إلى 18 سنتيمتر (4.3 إلى 7.1 إنش)، ويتراوح باع الجناح بين 18 إلى 25.4 سنتيمترات (7.1 إلى 10.0 إنشات). أمَّا الزنة فتتراوح بين 11.9 إلى 53 غرامًا (0.42 إلى 1.9 أونصات).

### أنواعٌ مُشابهة

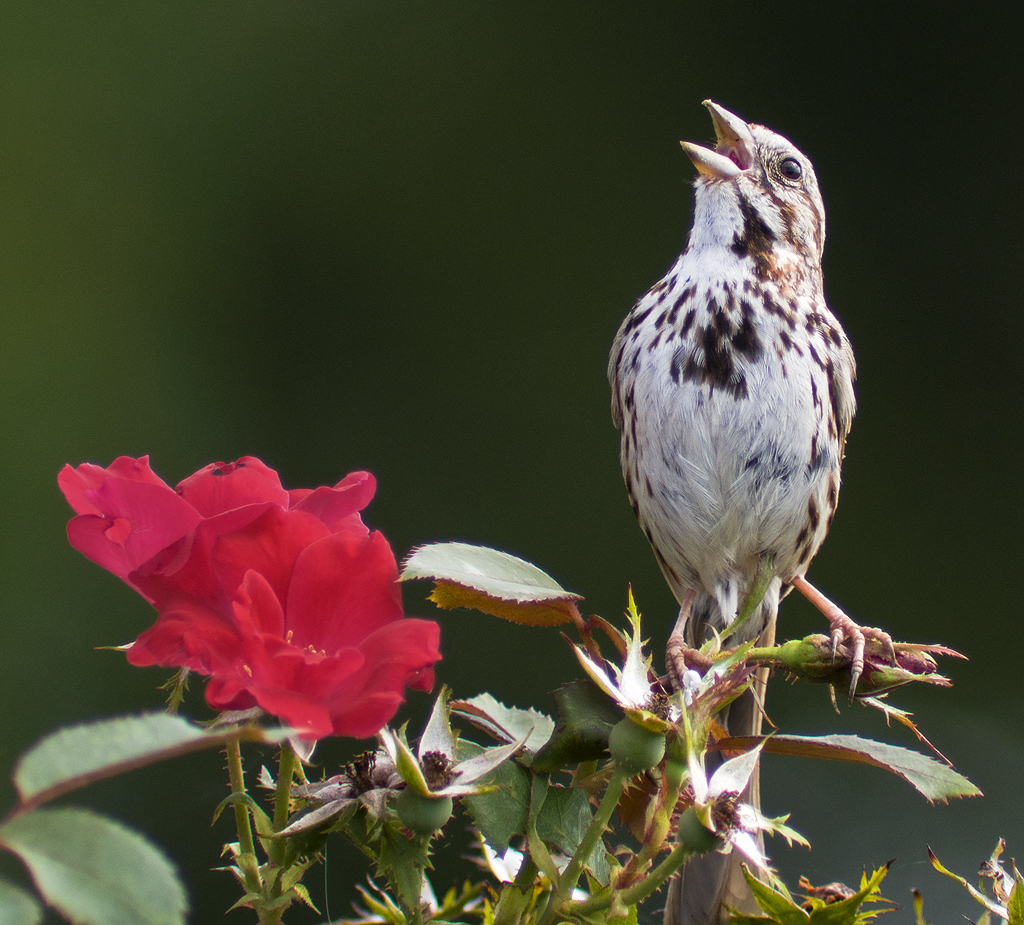
عُصفُور يُغرِّد من ديلاوير بالولايات المتحدة.

يُمكنُ لغير العارف أن يُخطأ بسهولة بين هذه العصافير وأنواعٌ أخرى بحال شاهدها في البريَّة، ومن أكثر الأنواع التي يُخطأ الناس بينها وبين العصافير المُغرِّدة: عُصفُور الدوري للنكولن، وعُصفُور الدوري السڤنائيّ، المُتجانسان شكلاً مع عصافير الدوري المُغرِّدة. يُمكنُ تمييز الأوَّل عبر ذيله الأقصر والأكثر ميولاً للون الرمادي، ورأسه مُختلف النمط، ووجنتاه البُنيتان التي تُشكّلُ كُلاً منها لطخةً بارزةً للعيان. أمَّا العُصفُور الدوري السڤنائيّ فيمكن تمييزه عبر ذيله المتشعب والرقط المصفرَّة على وجهه عند رؤيته من قرب.

### الصوت
ذكور هذا النوع مناطقيَّة عدائيَّة، تلجأ إلى تغريدها الموسيقيّ المُعقَّد لتحديد حدود حوزها ولاجتذاب الإناث إليها. يتألَّفُ تغريد عصافير الدوري هذه من مزيجٍ من النغمات المُتكررة، سُرعان ما تتحول إلى نغماتٍ وزغردات مُسقلَّة. تغريدها هشٌ ناضر، وصافٍ، وواضح للسامع، مما يعني أنه بالإمكان التعرّف عليها عبر السمع فقط. يُمكنُ تمييز تغريدةٍ عن أخرى عبر النغمة والإيقاع، وعبر تردد الزغردات بشكلٍ خاص. مُعجم التغريدات عند هذه العصافير غنيّ واسع، فالطائر منها قد يُصدر ما يقرب من 20 نغمة، وحوالي 1000 شكل مُختلف من التغريدة الأساسيَّة، لكنَّها على العكس من السمَّان، تُكرر أغنيتها عدّة مرّات قبل أن تنتقل لأغنية أخرى.
تتعلَّمُ عصافير الدوري المُغَرِّدة تقليد تغريدات العصافير وحتى الأنواع الأخرى المُجاورة لها، ويُحتمل أنها تتعلم تلك المُشتركة بين الطيور مُتجاورة الحوز، وفي نهاية المطاف تنتقي حوزها على مقربةٍ من حوز الطائر الذي تلقنت منه التغريد، أو تحل مكانه في حوزه إن كان قد هجره. تسمحُ هذه الخاصيَّة للعصافير أن تتواصل بنفس الطريقة مع بعضها البعض على الرغم من اختلاف الأفراد المُتواصلة. أظهرت التجارب أن عصافير الدوري المُغَرِّدة قادرة على تمييز تغريد جيرانها من تغريد العصافير الغريبة، وأنَّ الإناث منها قادرة على تمييز تغريد أليفها من تغريد غيره من الذكور، وأنَّ كُلاً منها تنجذب إلى وتُفضّل تغريد شريكها على تغريد جيرانها. بعض أنواع الطيور الأخرى، مثل المُحاكي، لا تقدر على تقليد تغريد عصافير الدوري هذه بأسلوبٍ فعَّال.

## الانتشار

### الموطن
تنتشرُ هذه الطيور عبر القِسم الأعظم من أمريكا الشماليَّة. الجمهرات الجنوبيَّة مُقيمة دائمة، أمَّا الجمهرات الشماليَّة فتُهاجرُ إلى جنوب الولايات المتحدة والمكسيك في الشتاء، والجدير بالذكر أنَّ تلك المناطق سالفة الذكر تأوي أيضًا بضعة جمهرات مُقيمة طيلة السنة. يُعثرُ في بعض الأحيان النادرة على أفرادٍ من هذه العصافير في أوروبا الغربيَّة، بعد أن تكون قد شردت عن سربها، أو حملتها عاصفةٌ ما عبر المحيط الأطلسي وألقتها على إحدى شواطئ الدول المُطلَّة عليه، ومن الدول التي سُجِّل فيها وجود هذه العصافير: بريطانيا والنرويج.

### الموائل الطبيعيَّة
هذه الطيور عموميَّة المسكن، أي تقطن طائفةٌ واسعة من الموائل الطبيعيَّة،، لكنها تُظهرُ تفضيلاً لأراضي الأشجار القمئية والسبخات، بما فيها سبخات الملح، عبر مُعظم أنحاء كندا والولايات المتحدة. كذلك يُمكن العثور عليها في الموائل البشريَّة، مثل ضواحي المدن، وأطراف الأراضي الزراعية، وعلى طول الطرق والشوارع.

## الإيكولوجيَّة

### الغذاء

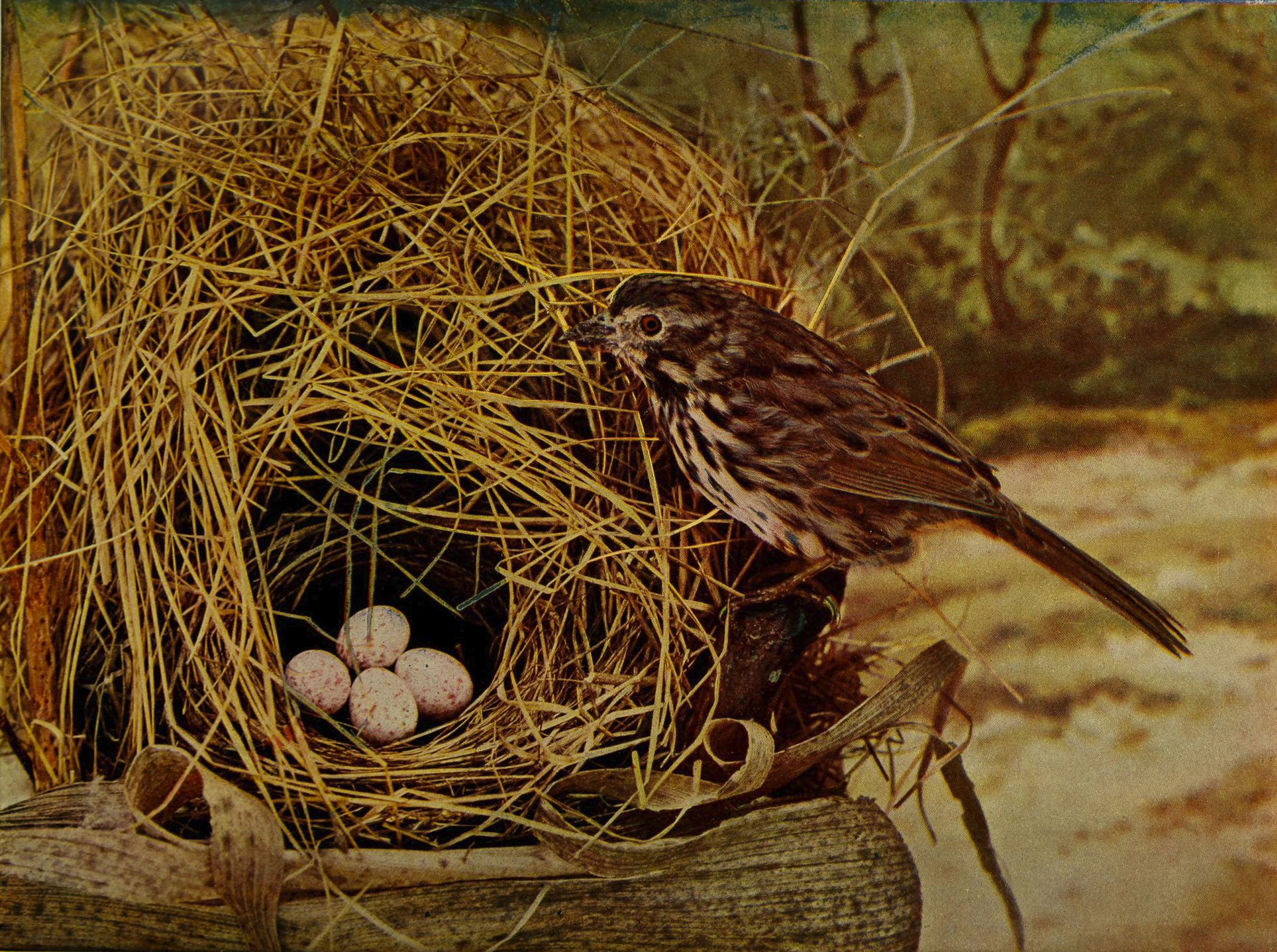
صورة قديمة مُلوَّنة لأنثى جاثة بالقرب من عُشها.

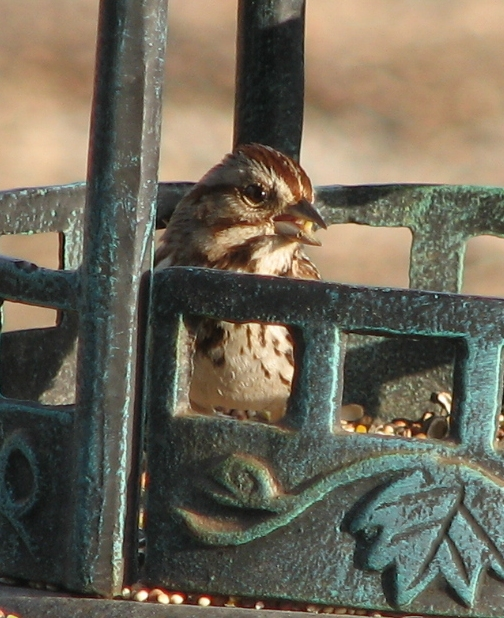
عُصفُور دوري مُغرِّد يقتات على بزور في إحدى مُغذيات الطيور.

تسعى هذه الطيور وراء غذائها على الأرض، أو في الآجام، أو المياه شديدة الضحولة. تقتات بشكلٍ رئيسيّ على الحشرات والبزور، والطيور قاطنة سبخات الملح تأكل القشريات الصغيرة أيضًا. كما أنَّ بعض الأفراد منها شوهدت وهي تبحث عن الطعام في براز النوارس مزرقَّة الجناح.

### التفريخ
يقوم كلٌ من الذكر والأنثى بالبحث عن موقعٍ مُلائم لإنشاء العُش، وغالبًا ما ينتقيان موقعًا بين الأعشاب الكثيفة أو الحشائش، وفي بعض الأحيان يجعلانه على الأرض، وفي أحيانٍ أخرى في موقعٍ مُرتفع يصل إلى 15 قدمًا؛ وكثيرًا ما تُفضَّلُ المواقع قرب المياه. كما يُمكن أن يُعثر على أعشاشها على مقربة من الموائل البشريَّة، وحتى في أحواض الزهور بالحدائق أو على الشرفات والنوافذ.
تتولَّى الأنثى مُهمَّة بناء العش، وتعمل غالبًا خلال وضح النهار وبالأخص عند الفترة الصباحيَّة. والعُش عبارة عن كأسٍ بسيطة متينة البنيان مصنوعة من الأعشاب، والحشائش الضارَّة، ويُغلَّف من الخارج ببعض اللحاء، ويُبطَّن في الداخل بواسطة الأعشاب والجُذيرات، وشعر الحيوانات. يتطلب إنشاء العش حوالي 4 أيَّام، ويتراوح عرضه بين 4 و8 إنشات، وعمقه بين 2.5 و4 إنشات، عند الانتهاء. تضعُ الأنثى حضنةً يتراوح عدد البيوض فيها بين 3 و5 بيضات بُنيَّة اللون مُبرقشة برُقطٍ بيضاء مُخضرَّة.

### المُفترسات
تتعرَّض عصافير الدوري المُغَرِّدة لافتراس طائفةٍ واسعة من الضواري، أبرزها: القطط، والبيزان، والبوم. كذلك يُمكن للعواسق الأمريكيَّة، والكلاب، والأفاعي، أن تُشكِّلَ خطرًا على حياة هذه الطيور، لكنها تتعامل معها بطريقةٍ غامضة، مما يُفيد بأنها قد لا تُشكِّلُ خطرًا كبيرًا عليها. تتعرَّفُ العصافير على الخطر عبر وسائل غرائزيَّة وأخرى تكتسبها عبر التعلُّم (بما فيه التعلم الثقافي)، فتُكيّف سلوكها المُستقبلي بحسب خبراتها المُكتسبة مع المُفترسات، وعبر مُراقبة كيفيَّة تعامل الطيور الأخرى مع الخطر المُحدق بها جمعاء. أظهرت المقارنة بين طيورٌ نشأت في الأسر وأخرى بريَّة، أن خوفها من البوم والبيزان خوفٌ غريزيّ، أمَّا خوفها من القطط فمُكتسب، تتعلمه من خلال المُواجهة مع إحداها.

### المُتطفلات
تتعرَّضُ أعشاش عصافير الدوري المُغَرِّدة إلى التطفّل من قِبل شحارير البقر بُنيَّة الرأس. تتشابه بيوض النوعان بشكلٍ ملحوظ، على أنَّ بيضة الشُحرُور أكبر حجمًا بعض الشيء، والعصافيرُ تُميّزُ الشحارير على أنها خطرٌ مُحدقٌ بذريتها، فتطاردها ما أن تراها على مقربةٍ من العش، وبعضُ الأدلَّة تُشير إلى أنَّ هذا السلوك مُكتسب وليس بغريزيّ. أظهرت دراسةٌ حديثة أن مُهاجة أنثى الشُحرُور على مقربة من العُش قد يؤدي إلى نتائج عكسيَّة لا تُحمد عُقباها في واقع الأمر، فيرفع من نسبة تطفّل الشحارير على العُش، ذلك أنَّ أنثى الشُحرُور تتعرف بذلك على إناث العصافير الأكثر نشاطًا وقوَّة ومُثابرة، وأشدها حمايةً للعش، أي تلك التي تزيد نسبة نجاحها في تربية حضنة من البيض على فشلها، فتبذلُ جهدًا في وضع بيضتها داخل عُشها إيمانًا منها بارتفاع نسبة بقاء فرخها. أظهرت إحدى الدراسات التي أجريت على إحدى جمهرات العصافير قاطنة جزيرة ما، أنَّ إدخال شُحرُور البقر بُني الرأس إلى الجزيرة لم يكن لهى تأثيرٌ مهم على أعداد العصافير، على الرغم من أنَّ نسبة الفشل في تربية الحضنات قد ارتفعت، ومن الأسباب التي أشارت إليها تلك الدراسة وأفادت بأنها ما حمى العصافير من تطفّل الشحارير: إنتاج العصافير عدّة فقساتٍ في السنة، وقدرتها على تربية فرخ الشُحرُور بنجاح إلى جانب فراخها الأصليَّة.

## السُلالات
العُصفُور الدُّوري المُغَرِّد هو أحد أغزر أنواع الطيور بالسُلالات في أمريكا الشماليَّة، ومُنافسٌ عالميّ على المركز الأوَّل حتى، حيث يقرب عدد سُلالاته من سُلالات أنواع أخرى من شاكلة: القبّرة القرناء، والذعرة الصفراء، والصفَّار الأسترالي الذهبي، وسُمنة الجزر. حدد العُلماء 52 سُلالة من هذه الطيور، منها 24 مؤكدة في الوقت الحالي، مما يجعل هذا النوع نوعًا «مُلغزًا» حسب التعبير العلمي، أي يُمكن اعتباره نوعًا مُستقلاً على الرغم من أنَّ جمهراته بعضها معزولٌ عن بعض وتشكّلها العلميّ غير معروف على وجه اليقين بعد.

### المجموعة الشرقيَّة
طيورٌ صغيرة لونها ضاربٌ إلى البُنيّ، ذات أجنحةٍ طويلة وظهورٍ مُقلَّمة بخطوط سوداء.
- السُلالة المُغرِّدة (Melospiza melodia melodia): السُلالة النمطيَّة. تقطنُ القسم الشرقيّ من أمريكا الشماليَّة عدا المنطاق الساحليَّة من ولاية نيويورك. تُهاجرُ إلى الجنوب الشرقي شتاءً. ألوانها مُتناقضةٌ للغاية، فهي باهتة ومُخططة على قسمها السُفليّ، وريش ظهرها وحوافها رماديّ. تضم هذه السُلالة الجمهرات التالية، التي كانت تُعتبر سُلالات: M. m. juddi ،M. m. acadica ،M. m. beata ،M. m. euphonia ،M. m. callima وM. m. melanchra.
- السُلالة الأطلسيَّة (Melospiza melodia atlantica): تقطنُ سبخات الملح الواقعة على طول ساحل المحيط الأطلسي ابتداءً من ولاية نيويورك شمالاً؛ وهي مُقيمة مُفرخة لا تُهاجر. تختلف عن السُلالة النمطيَّة عبر ظهرها الرماديّ. تضم السُلالة السابقة M. m. rossignolii.
- السُلالة المونتانيَّة (Melospiza melodia montana): تقطن المناطق الواقعة غرب موطن السُلالة المُغرِّدة، وصولاً إلى الجبال الصخريَّة، أي جبال الروكي. تُهاجرُ بعض الطيور قاطنة القسم الشمالي من موطنها إلى شمال غرب المكسيك في الشتاء. شبيهةٌ في شكلها بالسُلالة النمطيَّة، لكنها أكبر حجمًا وألوانها كامدة، ومنقارها أنحف. تضم السُلالة السابقة M. m. fisherella.

### المجموعة الشماليَّة الغربيَّة
طيورٌ أكبر حجمًا وأقتم لونًا وتخطيطًا. أظهرت الدراسات التي أُجريت على الحمض النووي للمتقدرات أنَّ التباين في ألّوزيمات أغلب أشكال هذه المجموعة أن جميع أفرادها تفرَّعت من أصلٍ واحد مؤخرًا، وأنَّ تلك قاطنة الجُزر مُستقلَّةُ عن بعضها من ناحية الأصل.

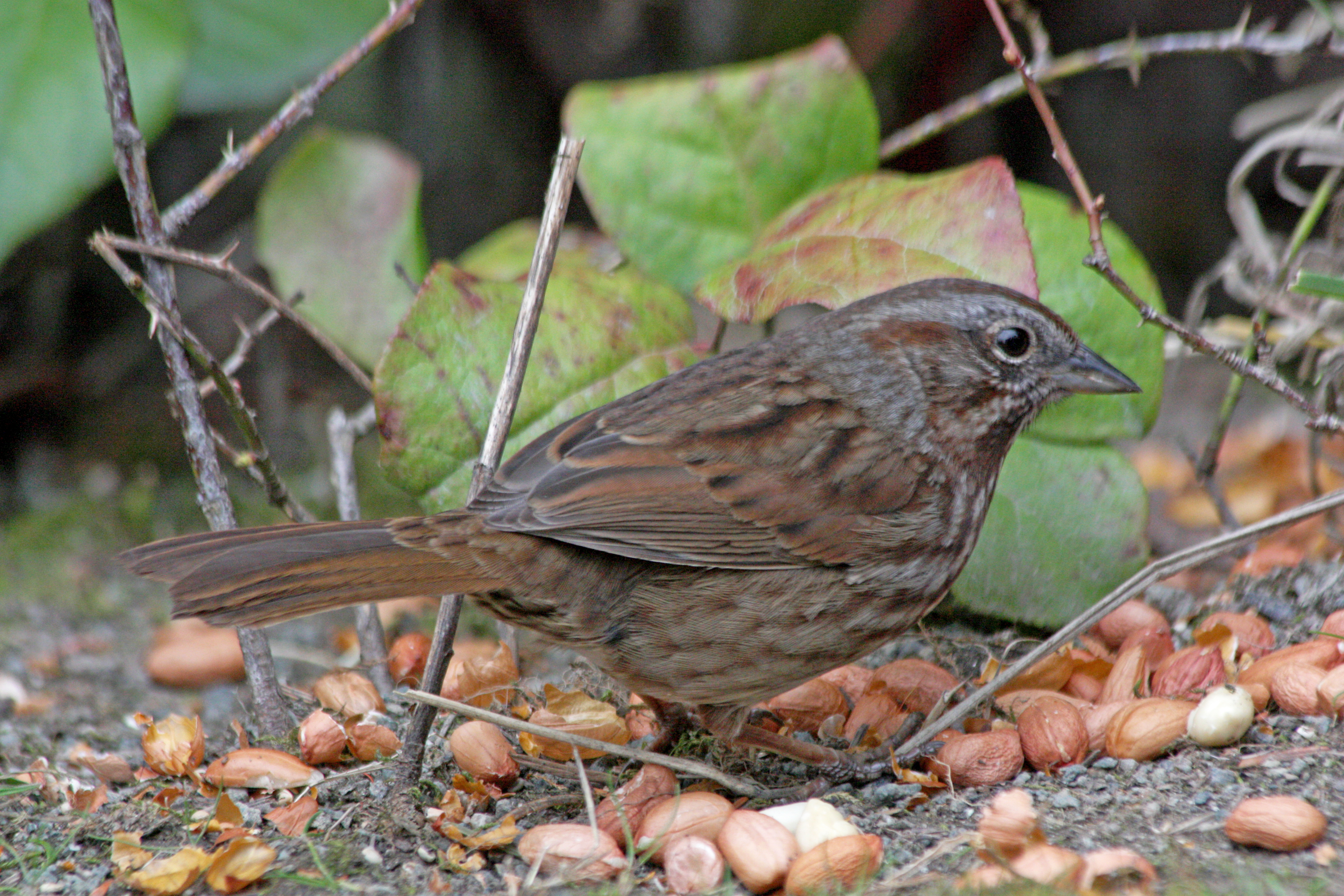
صور لطائرٍ بالقرب من أناكورس، واشنطن، يُحتمل أنَّه من السُلالة الطفريَّة.

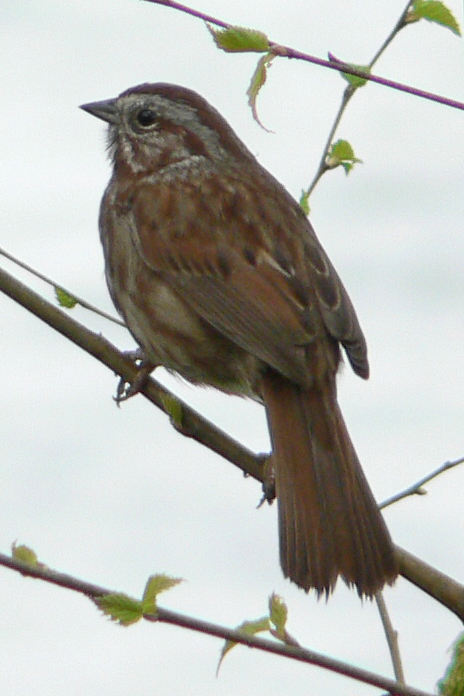
صورة من سپرينگفيلد، أوريغون، لطائر من السُلالة البُنيَّة، أو أحد الهجائن الطبيعيَّة.

- السُلالة الكبيرة (Melospiza melodia maxima): العُصفُور الدوري المُغرِّد العملاق، تنتشر عبر غربيّ جزر ألُوشان (من جزيرة أتو إلى جزيرة أتكا)، وهي مُقيمةٌ مُفرخة. أضخم السُلالات بلا مُنازع، يصلُ حجمها إلى حجم الطُّوهيّ الكاليفورنيّ. يغلبُ عليها اللون الرمادي والخطوط المُبعثرة. المنقار طويل ونحيل.
- السُلالة السناكيَّة (Melospiza melodia sanaka): العُصفُور الدوري المُغرِّد الألُوشي، تنتشرُ من جزيرة سيگوام شرقًا إلى خليج ستپوڤاك بألاسكا، وباقي الجزر الواقعة جنوب شبه الجزيرة الألاسكيَّة. طيورٌ مُقيمة مُفرخة، شبيهة بالسُلالة الكُبرى غير أنها أكثر رماديَّةً ونحولاً. تضم العُصفُور الدوري المُغَرِّد السيميديّ (M. m. semidiensis)، على أنه يُحتمل أن يُشكّل الأخير سُلالة مُستقلَّة بذاتها.[14] كما تضم جمهرة جزيرة أماك،[15] المُسماة العُصفُور الدوري المُغَرِّد الأماكيّ (M. m. amaka)، التي أُبيدت عن بُكرة أبيها بفعل تدمير موائلها الطبيعية، قرابة رأس سنة 1981/1980 (أفادت بعض المُشاهدات العينيَّة غير الموثقة عن وجودها خلال عاميّ 1987 و1988).
- السُلالة الواضحة (Melospiza melodia insignis): عُصفُور بيشوف المُغرِّد، تنتشر في جزر كودياك، وأفوگانك، وسيتكاليداك، وراسبيري، وكوكاك، وكتماي، الواقعة في شبه الجزيرة الألاسكيَّة. كثيرٌ منها يُهاجرُ جنوبًا لتمضية الشتاء. متوسطة الحجم ولونها رمادي داكن.
- السُلالة الكينائيَّة (Melospiza melodia kenaiensis): عُصفُور كناي المُغَرِّد، طيورٌ مقيمة مُفرخة، تقطن ساحل المحيط الهادئ لشبه جزيرة كناي، وجزر خليج الأمير وليام. أصغر حجمًا ويغلب عليه اللون البُنيّ أكثر من السُلالة السالفة.
- السُلالة الكاورينيَّة (Melospiza melodia caurina): العُصفُور الياكوتيّ المُغَرِّد، تقطن الساحل الشمالي لخليج ألاسكا، كثيرٌ منها يُهاجر إلى منطقة شمال غرب المحيط الهادئ في الشتاء. أصغر حجمًا من السُلالة الكينائيَّة.
- السُلالة المغراء (Melospiza melodia rufina): العُصفُور الدوري المُغَرِّد الداكن، تنتشرُ في الجزر الخارجيَّة من أرخبيل ألكسندر وجزر الملكة شارلوت. أغلبها مُقيمٌ مُفرخ. طيورٌ داكنة للغاية، ومنها من هو أمغر، أمَّا حجمها فصغير. تضم السُلالة السابقة  M. m. kwaisa.
- السُلالة الطفريَّة (Melospiza melodia morphna): تقطن المناطق الساحاية من أواسط كولومبيا البريطانية حتى شمال غرب أوريغون. مُقيمة مُفرخة، أبهت لونًا وأكثر غنى باللون المغريّ من السُلالة المغراء. كان يُعتقد أن السُلالتين  M. m. cinerea و M. m. phaea تُشكلان هجائن بين هذه السُلالة والسُلالة البنيَّة.
- السُلالة الميريليَّة (Melospiza melodia merrilli): تنتشرُ في المناطق الواقعة بين موطنيّ السُلالة المونتانيَّة والطفريَّة، جنوبًا حتى شمال نيڤادا. بعض الأفراد تُهاجر جنوبًا لتمضية الشتاء. تضم السُلالتين السابقتين M. m. ingersolli وM. m. inexspectata (عُصفُور رايلي المُغرِّد). مُميزة عن باقي السُلالات ولو أنَّ هذا غير مؤكد، فتأتي وسطًا بين السُلالة المونتانيَّة والطفريَّة، ويُحتمل أنها هجينة طبيعيَّة.
- السُلالة البُنيَّة (Melospiza melodia cleonensis): تنتشرُ في جنوب غرب أوريغون غرب سلسلة جبال الكاسكيد جنوبًا حتى شمال غرب كاليفورنيا. بُنيَّةٌ مُصفرَّة في اللون، وبالأخص على جوانبها، ولا يظهر أي أثرٌ للون الرمادي على ظهرها؛ القِسم السفلي مُبعثر التقليمات كستنائيَّة اللون.

### المجموعة الكاليفورنيَّة
طيورٌ صغيرة الحجم، واضحة التقليم، وقصيرة الأجنحة، ولونها يميل إلى البُنيّ. كُلها مقيمة، عدا بعض الجمهرات قاطنة المناطق المُرتفعة، فتلك قد تهبط أو تُهاجر إلى مواقع أكثر دفئًا في الشتاء.
- السُلالة الگولديَّة (Melospiza melodia gouldii): تقطن سواحل كاليفورنيا الوسطى، عدا خليج سان فرانسيسكو. يغلبُ عليها اللون البني، وتقليماتها داكنة واضحة للعيان، وأطراف ظهرها العلويّ تميل لأن تكون مُصفرَّة. السُلالة السنتاكروزيَّة (M. m. santaecrucis)، هي في واقع الأمر هجينة طبيعيَّة بين أفرادٍ من هذه السُلالة قاطنة جنوب الوادي المركزي وأخرى من خارجه.
- السُلالة الصموئليَّة (Melospiza melodia samuelis): عُصفُور سان پابلو المُغرِّد، تنتشر في شمال خليج سان فرانسيسكو وسبخات ملح خليج سان پابلو. سُلالةٌ صغيرة الحجم ضئيلة المنقار، ذات قسمٍ علويّ زيتونيّ مُتسخ.
- السُلالة كبيرة الفك (Melospiza melodia maxillaris): عُصفُور سوسون المُغرَّد، تقطن سبخات خليج سوسون. قسمها العلويّ قاتم، يغلب عليه اللون البُنيّ، وأطراف الشملة رماديَّة. أكثر ما يُميزها هو قاعدة المنقار المنتفخة.
- السُلالة الضئيلة (Melospiza melodia pusillula): عُصفُور ألامادا المُغرِّد، تقطنُ سبخات الملح الواقعة شرقيّ خليج سان فرانسيسكو. أكثرُ السُلالات اصفرارًا، أبهت لونًا من الصموئليَّة، وتتمتع بمسحةٍ صفراء واضحة على قسمها الأسفل.
- سُلالة هيرمان (Melospiza melodia heermanni): تنتشرُ في وسط كاليفورنيا الساحليَّة والوادي المركزيّ، جنوبًا حتى شمال باها كاليفورنيا. لونها شبيه بلون السُلالة كبيرة الفك، وحجمها متوسط. تظهرُ بعض الاختلافات بين الجمهرات الشماليَّة والجنوبيَّة، حيث يستحيل وجه بعضها أكثر سوادًا من الأخرى. كانت تضم السُلالتين M. m. cooperi و M. m. mailliardi. يُحتمل أن تُشكِّل الأخيرة فعلاً سُلالة مُستقلة بذاتها.
- السُلالة المُعشوشبة (Melospiza melodia graminea): توجد في جزر القناة في كاليفورنيا. أصغر حجمًا وأبهت لونًا من سُلالة هيرمان. تُعرف أحيانًا باسم عُصفُور سانتا بربارا المُغرِّد، أو عُصفُور القديسة بربارة المُغرِّد. تضم حاليًا طيور جزيرة كورونادو M. m. coronatorum، وطيور جزيرة القديس ميخائيل M. m. micronyx، بالإضافة لطيور جزر القديس كليمنت والقديسة روزا والأناكاپا M. m. clementae. منها جمهرات هجينة مع سُلالة هيرمان على جزيرة سانتا كروز. أُبيدت من جزيرة القديسة بربارة خلال الفترة المُمتدة بين عاميّ 1967 و1970 بسبب إدخال الهررة المستأنسة.

### المجموعة الجنوبيَّة الغربيّة
طيورٌ صغيرة باهتة، مغراء التقليم؛ كلها مُقيمة.
- السُلالة المُخادعة (Melospiza melodia fallax): عُصفُور الصحراء المُغرَّد. توجد في صحراء سونورا وبعض أنحاء صحراء موهاڤي في شرق أريزونا. لونها متورِّد باهت. من مُرادفات تسميتها العلميَّة: السُلالة السَّلطُونيَّة (M. m. saltonis) والڤرجينيَّة (M. m. virginis) والبندريَّة (M. m. bendirei).
- السُلالة الغديريَّة (Melospiza melodia rivularis): تقطن وسط باها كاليفورنيا. شبيهة بالسُلالة سالفة الذكر، لكن منقارها أطول وأنحف، وصدرها أبهت تقليمًا.
- سُلالة گولدمان (Melospiza melodia goldmani): مقصورة في وجودها على منطقة إل سالتو في سلسلة جبال الأم الشرقيَّة. كِسوتها بُنيَّة محمرَّة قاتمة على الظهر، وتقليمها ضارب للبُنيّ كما السُلالة الطفريَّة.

### مجموعة الهضبة المكسيكيَّة
طيورٌ سوداء الرُقط، بيضاء الحلق، كُلها مقيمة.
- السُلالة الفاقعة (Melospiza melodia adusta): توجد في مصب نهر ليرما من مدينة زاكاپو إلى بُحيرة يوريريا. ظهورها وبطونها سوداء التقليم، وحلقها أبيضٌ ناصع. تستحيل أقل احمرارًا عند الاتجاه شرقًا.
- السُلالة القُرويَّة (Melospiza melodia villai): تنتشرُ في منبع نهر ليرما بالقرب من مدينة تولوكا. أقتم لونًا وأكبر حجمًا من السُلالة السالفة.
- السُلالة المكسيكيَّة (Melospiza melodia mexicana): تنتشرُ من ولاية هيدالگو إلى ولاية پويبلا. أبهت لونًا وأكثر كمودًا من السُلالة الفاقعة. تستحيل الجمهرات أكثر رماديَّةً مع الاتجاه جنوبًا. تضم السُلالات السابقة M. m. azteca وM. m. niceae.

## حالة الانحفاظ
يُصنِّفُ الاتحاد العالمي للحفاظ على الطبيعة (IUCN) هذه الطيور على أنها غير مُهددة بالانقراض، وذلك لسعة موطنها وكثافة أعدادها. أمَّا السُلالات mailliardi ،maxillaris ،samuelis، pusillula، وgraminea، فمُصنَّفة في كاليفورنيا على أنها أنواعٌ ذات شانٍ خاص.